# Жамбильський район (Північноказахстанська область)
Жамби́льський район (каз. Жамбыл ауданы, рос. Жамбыльский район) — адміністративна одиниця у складі Північноказахстанської області Казахстану. Адміністративний центр — село Прісновка.

## Географія
Водні ресурси представлені близько 150 прісними озерами. До найбільших відносяться Великий Каракамис, Тахтаколь, Майбалик. Озеро Великий Каракамис є мікрозаказником обласного значення. На території Жамбилського лісгоспу розміщена памʼятка природи республіканського значення — Жанажолський гай площею 9 га. Це реліктовий сосновий гай у підзоні колочного лісостепу на виходах пісково-алевритових відкладень континентального олігоцена Ішим-Тобольського межиріччя. Є складовою частиною Жанажолської охороняємої природної території.
На території району знаходиться меморіальний комплекс Кожаберген Жирау на місці захоронення казахського народного поета XVII ст. Кожабергена Тойлибайсиншуили.

## Населення
Населення — 18608 осіб (2021; 25378 у 2009, 36989 у 1999, 48374 у 1989).
Національний склад (станом на 2015 рік):
- казахи — 10418 осіб (46,91 %)
- росіяни — 8788 осіб (39,57 %)
- українці — 1507 осіб (6,79 %)
- німці — 776 осіб
- татари — 252 особи
- білоруси — 131 особа
- азербайджанці — 48 осіб
- башкири — 43 особи
- чеченці — 36 осіб
- вірмени — 32 особи
- чуваші — 22 особи
- поляки — 21 особа
- литовці — 20 осіб
- мордва — 10 осіб
- таджики — 6 осіб
- узбеки — 4 особи
- інгуші — 1 особа
- інші — 95 осіб

## Історія
Прісновський район був утворений 17 січня 1928 року у складі Кзил-Джарського (пізніше Петропавловського) округу. 17 грудня 1930 року частина району була передана до складу Тонкерейського району, а до складу Прісновського увійшла частина території ліквідованого Прісногірковського району. Район перейшов у пряме підпорядкування республіці.
10 березня 1932 року район увійшов до складу новоствореної Карагандинської області, 29 липня 1936 року — до складу новоствореної Північноказахстанської області.
29 червня 1938 року відбувся обмін сільрадами між Прісновським районами та сусіднім Прісногірковським районом Кустанайської області: до складу Прісногірковського району увійшла Кургамиська сільрада, а до складу Прісновського району — Єкатериновська та Усердинська сільради.
27 квітня 1956 року до складу району передано територію Октябрського держземфонду площею 178,48 км² сусіднього Жовтневого району. 30 липня 1957 року до складу Кладбинської сільради району передано села Калиновка, Леб'яжка, Сенжарка, Симаки, Ульяновка Сенжарської сільради сусіднього Мамлютського району, до складу Приішимської селищної ради — село Саргомис Єсільської аулради сусіднього Жовтневого району. 3 жовтня 1957 року до складу Прісновського району передано Сєверну селищну раду (як сільраду) Жовтневого району, а до складу Ленінського району передано Ніколаєвську селищну раду (як сільраду) Прісновського району. 15 квітня 1958 року до складу Прісновського району передано село Сабіт Прісногірковського району Кокчетавської області.
2 січня 1963 року до складу району включено частину Прісногірковського району Кокчетавської області (Озерна, Прісноредутська сільради), при цьому Сєверна сільрада Прісновського району увійшла до складу новоствореного Тимірязєвського району. 8 травня 1963 року до складу Троїцької сільради передано село Муромське Приішимської сільради Сергієвського району. 26 серпня 1963 року до складу району було передано Каракамиську сільраду Дем'яновського району Кустанайської області. 6 січня 1967 року Миролюбовська та Троїцька сільради передано до складу Мамлютського району. 29 травня 1968 року до складу Архангельської сільради передано село Бойовик Троїцької сільради Мамлютського району.
4 грудня 1970 року було утворено Джамбульський район з центром у селі Благовіщенка шляхом розукрупнення сусідніх районів:
- зі складу Прісновського району — Архангельська, Благовіщенська, Жаркенська, Кайранкольська, Майбалицька, Озерна, Українська сільради
- зі складу Мамлютського району — Ленінська, Троїцька сільради.

А вже 16 грудня 1970 року Ленінська сільрада була повернута назад до складу Мамлютського району; Кладбинська сільрада Мамлютського району передана до складу Прісновського району. 31 березня 1977 року до складу Архангельської сільради Джамбульського району передано село Баян Приішимської сільради Сергієвського району. 6 квітня 1978 року село Жаркен Жаркенської сільради передано до складу Дмитрієвської сільради Тимірязєвського району. 5 травня 1978 року в Джамбульському району утворено Петровську сільраду у складі села Аїмжан Мирної сільради, а також села Петровка Прісновського району.
4 травня 1993 року Джамбульський район перейменовано в Жамбильський. 8 грудня 1993 року в країні була розпочата адміністративна реформа, при якій сільради перетворені в сільські округи, міські та селищні ради — у міські та селищні адміністрації відповідно. 12 січня 1994 року адміністративні зміни відбулись в Північноказахстанській області, в Жамбильському районі було утворено 13 сільських округів, в Прісновському — 11 сільських округів.
23 травня 1997 року Прісновський район був ліквідований та приєднаний до Жамбильського, центр з Благовіщенки перенесено до Прісновки.

## Склад
До складу району входять 13 сільських округів:
| Поселення                        | Площа, км² | Населення, осіб (1989) | Населення, осіб (1999) | Населення, осіб (2009) | Населення, осіб (2021) | Центр        | Населені пункти |
| -------------------------------- | ---------- | ---------------------- | ---------------------- | ---------------------- | ---------------------- | ------------ | --------------- |
| Архангельський сільський округ   | -          | 4652                   | 3595                   | 2030                   | 1121                   | Архангелка   | 5               |
| Благовіщенський сільський округ  | -          | 5652                   | 4525                   | 3669                   | 3000                   | Благовіщенка | 2               |
| Жамбильський сільський округ     | -          | 3150                   | 2244                   | 1317                   | 517                    | Жамбил       | 3               |
| Казанський сільський округ       | -          | 2481                   | 1831                   | 1149                   | 785                    | Казанка      | 3               |
| Кайранкольський сільський округ  | -          | 3063                   | 2637                   | 1858                   | 1137                   | Кайранколь   | 3               |
| Кладбінський сільський округ     | -          | 3245                   | 2482                   | 1736                   | 1133                   | Кладбінка    | 5               |
| Майбалицький сільський округ     | -          | 2821                   | 2285                   | 1436                   | 730                    | Святодуховка | 4               |
| Мирний сільський округ           | -          | 4008                   | 2923                   | 1758                   | 1063                   | Мирне        | 4               |
| Озерний сільський округ          | -          | 2280                   | 1627                   | 1167                   | 649                    | Озерне       | 3               |
| Первомайський сільський округ    | -          | 1878                   | 1385                   | 1041                   | 737                    | Будьонне     | 4               |
| Прісновський сільський округ     | -          | 10670                  | 7973                   | 6539                   | 6479                   | Прісновка    | 2               |
| Прісноредутський сільський округ | -          | 2364                   | 1810                   | 741                    | 683                    | Прісноредуть | 3               |
| Троїцький сільський округ        | -          | 2110                   | 1672                   | 937                    | 574                    | Троїцьке     | 1               |

## Найбільші населені пункти
Населені пункти з чисельністю населення понад 1000 осіб:
| № | Населений пункт | Населення, осіб (1989) | Населення, осіб (1999) | Населення, осіб (2009) | Населення, осіб (2021) |
| - | --------------- | ---------------------- | ---------------------- | ---------------------- | ---------------------- |
| 1 | Прісновка       | 8832                   | 6585                   | 5725                   | 6118                   |
| 2 | Благовіщенка    | 4676                   | 3603                   | 3106                   | 2806                   |